# 南種子町
南種子町（日语：／ Minamitane chō */?）是日本鹿兒島縣轄下位於種子島南部的一個城鎮。
1543年漂流到門倉岬的葡萄牙人在此將鐵炮傳入日本。
日本種子島宇宙中心也位于該地。

## 沿革
- 1889年4月1日：實施町村制，設置南種子村。
- 1956年10月15日：改制為南種子町。

## 教育
中等學校
- 南種子町立南種子中學校（日语：南種子町立南種子中学校）

初等學校
- 南種子町立大川小學校
- 南種子町立莖南小學校
- 南種子町立島間小學校
- 南種子町立中平小學校
- 南種子町立西野小學校
- 南種子町立長谷小學校
- 南種子町立花峰小學校
- 南種子町立平山小學校

## 姊妹市・友好都市

### 日本
- 八幡東區（福岡縣北九州市）
- 大館市（秋田縣）

## 本地出身之名人
- 柳田理科雄：科幻作家

## 外部連結
- （日語） 官方网站
- （日語） 維客旅行上的南種子町
- （日語） 南種子町商工會